# 郭汝栋
郭汝栋（1889年—1952年），字松云、松荣。郭汝瑰的堂兄。四川省铜梁县永嘉乡人。陆军上将。